# ФК Гагра
„Гагра“ (на грузински: საფეხბურთო კლუბი გაგრა) е професионален футболен отбор от град Тбилиси, Грузия. Участник в Еровнули лигата – най-високото ниво на грузинския клубен футбол.

## Успехи
Клубът е основан през 2004 г. и въпреки наименованието си, няма нищо общо с град Гагра в Република Абхазия. Името си получава заради президента на клуба, който е родом оттам.
Играе домакинските си мачове на стадион „Амери“, който е предназначен за 1 000 човека. Първото си участие в Суперлигата прави през 2008 година. Двукратен носител на купата на Грузия.
Дебют в евротурнирите прави за Лига Европа през 2010/11 срещу „Анортозис“ (Кипър), където след разменени победи отпада в втория квалификационен кръг - 2:0, 0:3 (2:3).
- Еровнули лига
  - 7-мо (1): 2023
- Купа Давид Кипиани:
  -  Носител (2): 2010/11, 2020
- Суперкупа на Грузия
  -  Финалист (2): 2011, 2021
- Първа лига
  -  Победител (2): 2007/08 (група Изток), 2010/11
  -  2 място (2): 2016 (Червена група), 2021
  -  3 място (5): 2005/06, 2006/07, 2014/15, 2018, 2020

## Известни играчи
- Валери Казаишвили
- Георги Чантурия
- Джемал Табидзе
- Давид Хочолава
- Бачана Арабули
- Лаша Тотадзе
- Лаша Двали